# 壊れた扉から
『壊れた扉から』（こわれたとびらから）は、日本のシンガーソングライターである尾崎豊の3作目のオリジナル・アルバム。英題は『THROUGH THE BROKEN DOOR』（スルー・ザ・ブロークン・ドア）。
1985年11月28日にCBS・ソニーからリリースされた。尾崎が10代である内に3枚のアルバムをリリースするという目標があったため、20歳の誕生日前日にリリースされている。前作『回帰線』（1985年）よりおよそ8か月ぶりにリリースされた作品であり、作詞・作曲は尾崎、プロデュースは須藤晃およびHeart Of Klaxonが担当している。
レコーディングはCBS・ソニー信濃町スタジオにて行われ、編曲は前作に引き続き西本明が担当している他、バックバンドとしてツアーに参加していたHeart Of Klaxonが尾崎と共に担当している。前作までに顕著であった大人や社会に対する反抗的なメッセージ性は希薄となり、内省的な自問自答を題材とした曲が多く収録されている。
先行シングルとして「DRIVING ALL NIGHT」がリリースされているが、シングルには同年8月25日の大阪球場公演時のライブバージョンが収録されており、スタジオ録音バージョンは本作にて初収録となった。また、本作リリースから16年後に映画『LOVE SONG』（2001年）の主題歌として使用された「Forget-me-not」がリカットとしてリリースされた。本作はオリコンアルバムチャートにて最高位第5位となった他、1991年の再リリース盤は売り上げ枚数40万枚を超え日本レコード協会からプラチナ認定を受けている。批評家たちからはバンドサウンドを目指した音楽性に対しては肯定的な意見が多かったものの、内省的となった歌詞やメッセージ性に対しては賛否両論となった。

## 背景
前作『回帰線』がオリコンチャート第1位を獲得、続くコンサートツアー「TROPIC OF GRADUATION TOUR」は1985年5月7日の立川市民会館を皮切りに39都市全39公演が行われ、前回のツアー「FIRST LIVE CONCERT TOUR」の2倍もの規模になっていた。ツアー最終日である8月25日に実施された大阪球場では2万6000人を動員する。当時日本のロックミュージシャンで球場でのコンサートを実現させたのは、1978年に後楽園球場公演を行った矢沢永吉など極少数であったが、尾崎はデビューからわずか1年8か月でスタジアムライブを実現する事となった。またツアーにおいて1曲目には当時未発表であったバラードソング「米軍キャンプ」を演奏、また未完成であった「Freeze Moon」は演奏時間が30分におよぶなど挑戦的なコンサートツアーとなった。
同ツアーの途中から、本作のレコーディングが開始された。尾崎本人が同年11月29日の誕生日で20歳を迎えるため、10代である内に3枚目のアルバムを出そうというスタッフの思惑から強行スケジュールでレコーディングされる事となった。10月25日には尾崎による初の著書『誰かのクラクション』が発売。11月1日からは10代最後となるコンサートツアー「LAST TEENAGE APPEARANCE TOUR」が開始された。しかし決められた時間に移動して決められた時間内にライブを行う事の繰り返しに尾崎は疑念を抱き始めていた。歌では自由を求めた内容を歌っておきながら、自身は時間に縛られた生活を送っており、好きなタイミングでコンサートが出来ない事、そしてレコーディングや取材などにもその思いは強まっていった。

## 録音、制作
本作は尾崎の提案により、バックバンドである「Heart Of Klaxon」を中心に制作する事が企画された。しかし前作までのプロデューサーであった須藤晃はその意向に対し、入念なリハーサルと充分なレコーディングスタジオでの作業時間が必要であると訴えた。レコーディングはコンサートツアーである「TROPIC OF GRADUATION TOUR」の最中、8月25日の大阪球場公演のリハーサルと同時に開始された。レコーディングスタジオはCBS・ソニー信濃町スタジオが使用され、過去作と同様に全曲の作詞および作曲を尾崎が行っており、編曲に関しては基本的に前2作に参加していた西本明が仕切り、一部の曲で尾崎自身がバックバンドとともにアレンジを行っている。またプライベートでの合意事項として、尾崎にとって10代最後の日となる11月28日にリリースする事も決定した。10代の内に3枚目のアルバムをリリースする事に関して当初尾崎は反発しており、須藤にリリースの意義を問いただす事が何度もあったが、須藤による「あとになっておまえにとっては、意味を持つだろう」と諭された事から条件を飲む事となった。また尾崎は条件を飲んだ理由として、「スタッフの裏側の気持ちが、痛いほどボクに伝わってきたからって気がしてる」と述べている。
「路上のルール」や「失くした1/2」など、一部の曲タイトルは須藤が名付けている。またそれらの曲は過去のコンサートでは演奏されていない曲であり、アルバム制作時には未完成であったため、曲の完成後も作詞面で難航していた。本作のレコーディング開始前にすでにコンサートで披露していた曲は「Driving All Night」「彼」「Freeze Moon」「ドーナツ・ショップ」の4曲であり、それ以外の曲はレコーディング開始後に制作された。「Freeze Moon」は本作以前のライブ演奏時には「バーガー・ショップ」というタイトルであったが、「ドーナツ・ショップ」が制作されたためにタイトルが変更された。またその4曲はツアーに帯同していたHeart Of Klaxonによる演奏でレコーディングされ、「Freeze Moon」は一発録りでレコーディングされた。「彼」に関しては歌詞が理解できないという理由から、須藤は書き直しを命じたが尾崎はこれに従わずそのままレコーディングされた。須藤は本作に関しては尾崎に適切なアドバイスを送る事がほとんど出来ない状態であったと述べ、一部の曲タイトルを考案する事しかしていないと述べている。
本作はアルバムリリースから先行する形で決定した「LAST TEENAGE APPEARANCE TOUR」のリハーサル作業の合間を縫うようにしてレコーディングが進められていた。レコーディングが終了した曲のミックスダウンが着々と完了していく中、最後の1曲である「Forget-me-not」の歌詞制作が頓挫し、スタッフは全員泊まり込み状態となり、着替えを用意して何日もかかりっきりの状態となった。その日の内に歌入れをすませて完成させなければ11月28日にリリースできなくなるという状況下で、真夜中に尾崎は廊下に寝そべって歌詞を考えていた。その後、尾崎は一度帰宅したいと要望し、須藤は戻ってこないような予感がしたものの、朝日が昇るまでにスタジオに戻るよう条件を付けて帰宅を許可した。しかし陽が昇った後も尾崎は戻らず須藤は諦めかけていたが、尾崎はワイン2本と折詰の寿司と共に「Forget-me-not」の詞を書いた大学ノートを抱えてスタジオに現れ、直後に録音したものが本作に収められているテイクとなった。歌入れの終了後にはすぐにミックスダウンが行われ、その後静岡にあるレコードのプレス工場へと運ばれた。本来であれば本作には10曲収録する予定であったが、結果として9曲のみ収録される事となった。

## 音楽性とテーマ
アルバムタイトルは須藤による当時の尾崎のイメージから決定された。須藤のイメージとは、尾崎が使用していた乳母車が置いてあり、また積まれた古タイヤや高速道路が横を通っている中で、朽ち果てた扉の中に尾崎が一人佇んでいるイメージであった。須藤は本作では尾崎の喪失感が強く出ていると述べ、イメージとして「生傷から、まだ血がポタポタたれているようだ」と述べている。尾崎自身は本作に関して、既に学生ではなく社会人となり新しい扉を開けてみたものの、そこは殺伐とした廃墟で振り返ると自身が開けた扉は廃墟の中に壊れた扉として横たわっているというイメージであると述べている。
また尾崎は本作に関して以下のコメントを残している。
3枚目のアルバムで、20歳になるという意味合いをこめて、何もかもゼロに戻して考え直してみたいと思った。そういう気持ちから『路上のルール』っていう曲ができた。たぶん10代を過ぎたら、僕は新しい意識に目覚めて生活していかなくちゃいけないだろうし、そういった歌を歌わなくちゃいけないと思ってた。学生じゃない、大人としての自分を見つけなきゃいけないと考え始めて、つまり扉を開けて一歩踏み出さなきゃって思い始めたんです。で、いまになってみると自分はすでにその扉を開いていた、一歩を踏み出していたということに気づいたんです。それで振り返ってその扉を見ると、それはもう壊れて街の中に埋もれてくる、そういうイメージがあったんです。手にしたと思うともうそれは失われていて、というか。次の扉を見つけなくちゃいけない、あるいは作らなくちゃいけない、そういう気持ちですね。—尾崎豊, 
地球音楽ライブラリー 尾崎豊
『KAWADE夢ムック 尾崎豊』にて音楽ライターの松井巧は、本作を20歳を目前に控えた尾崎が「よりアーティスティックにトータルな楽曲作りを目指していたであろうことは想像に難くない」と述べた上で、スピードとエッジを利かせたロックンロールナンバーから感傷的な情景描写のあるバラードナンバーなどファーストアルバムから劇的な飛躍はないと述べている。同書にて詩人の和合亮一は、前作までより「しっかりとした言葉の繰り出し方がなされている」とした上で、制作段階において「言葉そのものの実像に、さらに自分の生を寄り添わせようとする深みが増してきたからだろう」と述べている。さらに同書にて映画評論家の北小路隆志は、前作までのメッセージ性が薄くなりアレンジに対する工夫の跡が見られると指摘し、「失くした1/2」でのコーラスワークは山下達郎やピチカート・ファイヴを彷彿させ、「Forget-me-not」はさだまさし風、「彼」にはブラックミュージックの要素が入れられ、「米軍キャンプ」や「誰かのクラクション」は当時の坂本龍一風のシンセサイザーを全面に出したアレンジであると述べている他、内省的なメッセージ性を除くと外部としてのアメリカが突出する印象があると述べている。
音楽誌『別冊宝島1009 音楽誌が書かないJポップ批評35 尾崎豊 FOREVER YOUNG』においてフリーライターの河田拓也は、前作までに存在したストレートな主張や反抗を思わせる歌詞はなくなり、また親や教師との摩擦を題材とした「場」を表現した曲が少なくなり、抽象的な表現や内省的な心情を綴った曲が多くなっていると述べ、また曲の大半がHeart Of Klaxonとの共同制作であるためバンドのような一体感が強調され、分厚くなったコーラスアレンジと共に80年代半ばの50年代リバイバルブームにも共通していると述べている。音楽誌『別冊宝島2559 尾崎豊 Forget Me Not』において音楽評論家の遠藤利明は、卒業によって学校という存在が既に過去のものになっており、自身の進路に対する自問自答や街の情景描写が多くを占め、前作までにあった社会への反抗に対する表現は減少していると述べた他、「Freeze Moon」や「Driving All Night」は疾走するロックンロールでありライブ感のある仕上がり、「ドーナツ・ショップ」は穏やかな曲調、「誰かのクラクション」は「キーボード主体の柔らかいサウンドですべてを包み込むような優しさをみせる」とし、「失くした1/2」は「少女アイドルが歌ってもおかしくないほどポップな曲調」であると述べている。

## 楽曲

### SIDE A
1. 「路上のルール」 - RULES ON THE STREET
尾崎は本曲に関して「ニューヨークのイメージが強い」と述べている[21]。前作がリリースされた時に尾崎は撮影のため3週間程度ニューヨークに滞在しており、そこで見た人種差別や経済格差からの影響が歌詞に描かれている[21]。須藤は本曲に関して、それまでのような単純な渇望ではなく複雑な願望や欲求が感じられたために1曲目にしたと述べている[21]。本作リリース前の1985年11月14日に行われた代々木オリンピックプール公演時に初披露された。トリビュート・アルバム『"BLUE" A TRIBUTE TO YUTAKA OZAKI』（2004年）には橘いずみによるカバーが収録されている[27]他、韓国の歌手であるメイダニによるカバーがアルバム『Respect of Yutaka Ozaki』（2013年）に収録されている[28]。
2. 「失くした1/2」 - ALTERNATIVE
レコーディングの歌入れ時に物足りなさを感じた尾崎の要望により、町支寛二のアレンジによるコーラスが追加された[9]。しかし須藤はこのコーラスが裏目に出たとして、「すごく哀しい感じになってしまった」と述べている[9]。英題は「ALTERNATIVE」であるが、これには「獲得した半分、失くした半分」という意味が込められている[9]。ライブにおいては1986年の「LAST TEENAGE APPEARANCE TOUR」の最終日、1987年の「TREES LINING A STREET TOUR」のみで歌われており、キーを2つ下げて演奏された。トリビュート・アルバム『"GREEN" A TRIBUTE TO YUTAKA OZAKI』（2004年）にはYoung SSによるカバーが収録されている[27]。
3. 「Forget-me-not」
詳細は「Forget-me-not」の項を参照。
4. 「彼」 - GRIEF
尾崎は「彼」とは神の事であり自分の事であると述べている[16]。言葉を曖昧にしたいという尾崎の要望によりボーカルにはディレイが掛けられ、同じ言葉が反復するようなエコーとなっている[16]。須藤は本曲の歌詞が自家中毒を起こしていると判断し、尾崎に哲学者であるルートヴィヒ・ウィトゲンシュタインを例に挙げて意味の分かる歌詞にするよう要請したが尾崎は書き直しを行わなかった[16]。須藤はプロデューサーでありながら自身が納得できない曲が収録された事に関して「非常に悔しい」と述べている[16]。ライブツアー「LAST TEENAGE APPEARANCE TOUR」、「TREES LINING A STREET TOUR」では、「Heart Of Klaxon」のサクソフォーン担当である阿部剛がコーラスを担当していた。
5. 「米軍キャンプ」 - BASE CAMP
尾崎が練馬区で過ごした少年時代に存在した「グラントハイツ」と呼ばれていたアメリカ空軍の家族宿舎を背景にした曲[29]。尾崎が小学校在学中に米軍は同地を引き揚げたが、その土地はそのまま放置された状態になっていた[29]。本曲に登場する女性は2枚目のアルバム『回帰線』（1985年）の収録曲「ダンスホール」に登場する女性と同一人物である[30]。須藤は尾崎がその少女に自身を投影しているのではないかと述べた他、過去の作品を反芻している事からこの時期すでに自身のパロディーを始めている気がするとも述べている[30]。ライブツアー「TROPIC OF GRADUATION TOUR」において既に演奏されていた。トリビュート・アルバム『"GREEN" A TRIBUTE TO YUTAKA OZAKI』には熊谷和徳のタップダンスによるカバーが収録されている[27]。

### SIDE B
1. 「Freeze Moon」
原題は「バーガー・ショップ」であったが、後に制作された「ドーナツ・ショップ」と区別するために「Freeze Moon」となった[14]。タイトルは「月を凍らせろ」という意味で尾崎が名付けた[15]。本曲は大阪球場公演においても最も盛り上がった曲となり、そのままの勢いで一発録りでレコーディングされたが「非常にうまくレコーディングできた」と須藤は述べている[15]。採用されたテイクでは冒頭部分で息が詰まっている箇所があり、尾崎は何度も「この歌、録りなおさせてください」と要望したが、結果として採用されたテイクを超えるものが出来なかったため最初のテイクが収録された[15]。本作リリース前からライブではたびたび演奏されていたが、一部の歌詞が異なっていた。この曲はほとんどのライブで演奏されており[注釈 3]、ライブではほとんど演奏中にMCが入ることが多く、また、ライブによって歌詞やMCは違うものとなっていることが多かった[注釈 4]。1992年に同名の写真集『FREEZE MOON』（角川書店 ISBN 4048511009）が発売されている。トリビュート・アルバム『"GREEN" A TRIBUTE TO YUTAKA OZAKI』にはMAKOTOによるカバーが収録されている[27]。
2. 「Driving All Night」
1985年10月21日に発売されたシングル版では「DRIVING ALL NIGHT」と大文字となっている。詳細は「Driving All Night」の項を参照。
3. 「ドーナツ・ショップ」 - DONUTS SHOP
タイトルは尾崎が名付けた[31]。タイトルを聴いた須藤はミスタードーナツやダンキンドーナツが題材であるのかと尾崎に尋ねたが、尾崎はそれを否定しドーナツ・ショップとは「自分が生活している日常の場所みたいなもの」と回答している[31]。須藤は本曲が尾崎らしくないが良曲であると判断していたため、後にシングル「OH MY LITTLE GIRL」（1994年）のカップリング曲として収録する事となった[31]。アウトロ部分に尾崎による語りが入っている。トリビュート・アルバム『"GREEN" A TRIBUTE TO YUTAKA OZAKI』にはカン・ダヒョン（英語版）によるカバーが収録されている[27]。
4. 「誰かのクラクション」 - SOMEBODY BEEPS A KLAXON
須藤は歌詞中にある鍵括弧が付けられた部分が本曲において尾崎が言いたかった事であると述べている[32]。須藤はメロディーや歌詞が難解である事や、歌詞に疑問符が多用されている事を指摘している[32]。また須藤は尾崎に対して「疑問と解答と、どっちが大切なんだ」と問いかけた所、尾崎は疑問が大切と回答した上で「無数のクエスチョンの中で、僕は歌っていきたいんだ」と述べたという[32]。須藤は「誰かのクラクション」とは尾崎自身のクラクションであり「HELP ME」という訴えであったと述べている[32]。尾崎は本作リリースと同年に同名の著書『誰かのクラクション』（角川書店、ISBN 4048831925）を上梓している。また1985年10月から1986年3月、1986年10月から1987年3月にかけて尾崎がパーソナリティーを務めた同名のラジオ番組が東海ラジオでオンエアされていた。

## リリース
本作は尾崎の20歳の誕生日となる1985年11月29日の前日に当たる11月28日にLPレコードとコンパクトカセットがリリースされた（CDのみ12月8日）。須藤は後に、10代の内に3部作が完成した事は「意味があると言えばあるけど、ないと言えばない」と述べているが、「作り上げるには非常に苦労した」とも述べている。本作からは同年10月21日に先行シングルとしてリリースされた「DRIVING ALL NIGHT」のみがシングルカットされているが、シングル盤はアルバム収録バージョンとは異なり同年8月25日に行われた大阪球場で演奏されたライブ・バージョンが収録されている。また同バージョンはアルバム・バージョンとは異なり、間奏が長くフェイドアウトしない構成となっている。
1991年5月15日にはCDが再リリース、1992年11月1日にはMDで再リリースされた。2001年4月25日には限定生産品として紙ジャケット仕様で、2009年4月22日には限定生産品として24ビット・デジタルリマスタリングされブルースペックCDで、2013年9月11日にはブルースペックCD2として再リリースされた。その後も2015年11月25日にはボックス・セット『RECORDS : YUTAKA OZAKI』に収録される形でLP盤が再リリースされた。
またCD-BOXに収録される形でのリリースとして、1995年4月25日に4枚組CDの『TEENBEAT BOX』、2004年10月27日にはSACD Hybrid仕様の3枚組CDにDVDが付属した『TEENBEAT BOX 13th MEMORIAL VERSION』、2007年4月25日には7枚組CDの『71/71』に収録されてリリースされた。

## プロモーション
1986年1月14日には、代々木オリンピックプール第一体育館公演の模様を収録したフジテレビ系テレビ番組『早すぎる伝説』が放送され、番組終了後にはテレビ局やレコード会社、スポンサーに再放送を希望する署名が殺到、3月25日に改めて同番組が再放送された。同年7月には代々木オリンピックプール公演の模様を収録したフィルム「もっともっと速く!」が全国約100か所で公開され、約20万人を動員。本人不在の中のフィルムコンサートであったが、2000人クラスの大ホールは全てチケットが完売した。
7月21日には尾崎として初となる映像作品であるミュージック・ビデオ集『6 PIECES OF STORY』がリリースされた。同作には本作収録曲の内、「Driving All Night」「Freeze Moon」「路上のルール」のミュージック・ビデオが収録。「Freeze Moon」では尾崎が大量のペンキを掛けられる映像を逆回転した内容となっている。撮影は別の曲のMV撮影が終了し、シャワーを浴びて帰路につこうとした尾崎に対して、「悪いけど、ペンキかけていいかな」と佐藤輝が要望したため行われる事となった。佐藤による演出は時に批判の対象となっていたが、佐藤は全く意に介さず称賛される事にこそ懐疑的であり、またラジオ出演していた尾崎に対してリスナーからMVに対する批判的な意見が寄せられた際、尾崎が怒りの反応を見せた事があったという。

## ツアー

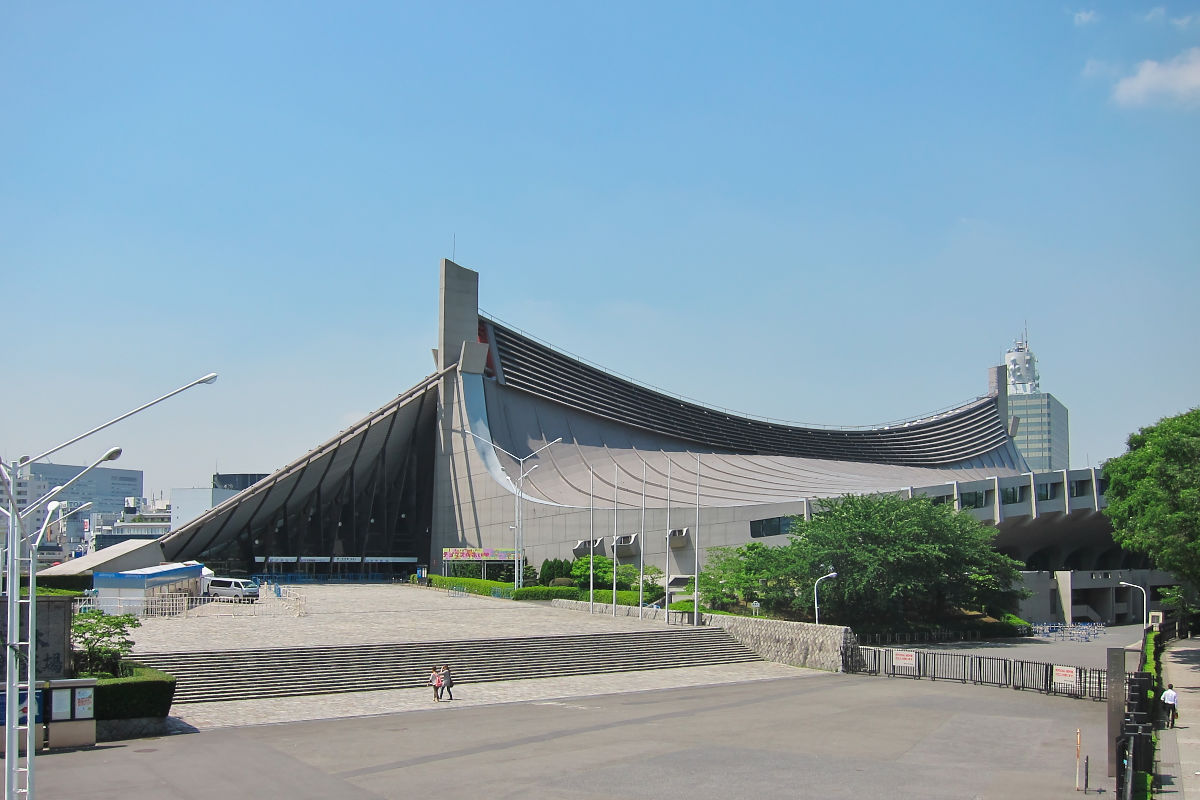
2日間連続公演となった代々木オリンピックプール第一体育館

本作リリース前より十代最後のコンサートツアーとして、「LAST TEENAGE APPEARANCE TOUR」が1985年11月1日の四日市市民文化会館を皮切りに26都市27公演行われている。バックバンドである「Heart Of Klaxon」のメンバーは、鴇田靖（ギター）、江口正祥（ギター）、樫原伸彦（ピアノ）、松原博（シンセサイザー）、田口政人（ベース）、吉浦芳一（ドラムス）、阿部剛（サックス）の7名。前回のツアーに参加していたキーボード担当の井上敦夫がHeart Of Klaxonから脱退。アルバムに参加したミュージシャンとライブを行いたいという尾崎の要望により、新たなキーボード担当として樫原が参加する事となった。1曲めには10代の終結を意味して「卒業」が演奏された。また本ツアーでは尾崎の要望により音色を厚くするという意図とひとつひとつのメロディーを丁寧に演奏するため、ピアノに加えてシンセサイザーが追加された。
11月14日および15日には代々木オリンピックプール第一体育館にてライブを行い、2日間で3万人を動員している。チケットは即日完売した。当日にはMCで「俺は、新しい第一歩のために、この命を、賭ける」と発言。この発言に対し、周囲からは「クサイ」という意見や「命を張る」という発言は右翼であるなど様々な反応が巻き起こった。このツアーの模様は、後にライブ・アルバム『LAST TEENAGE APPEARANCE』（1987年）や、『MISSING BOY』（1997年）、ライブ・ビデオ『LAST TEENAGE APPEARANCE』（1997年）やDVD『625 DAYS』（2005年）に収録されている。
本作リリース日のほぼ1ヶ月後の1986年1月1日の福岡国際センターでのライブ後に、尾崎は無期限活動休止宣言を発表、1986年の6月に渡米し、マスメディアなどの媒体にも登場する事がなくなった。ニューヨークに居を構えた尾崎はその後半年ほどを同地で過ごす事となった。

## 批評
| 専門評論家によるレビュー           | 専門評論家によるレビュー |
| レビュー・スコア                   | レビュー・スコア         |
| 出典                               | 評価                     |
| ---------------------------------- | ------------------------ |
| CDジャーナル                       | 否定的                   |
| 文藝別冊 尾崎豊 （松井巧）         | 否定的                   |
| 文藝別冊 尾崎豊 （和合亮一）       | 否定的                   |
| 文藝別冊 尾崎豊 （北小路隆志）     | 肯定的                   |
| 音楽誌が書かないJポップ批評 尾崎豊 | 肯定的                   |
| 尾崎豊 Forget Me Not               | 肯定的                   |

本作の歌詞やメッセージ性に対する批評家たちの評価は賛否両論となっており、音楽情報サイト『CDジャーナル』では「カラッとしたスピード感と引き換えに、人の心に突き刺さるようなエッジは少し影を潜めた」と否定的に評価、書籍『文藝別冊 KAWADE夢ムック 尾崎豊』において音楽評論家の松井巧は、本作が「よりアーティスティックにトータルな楽曲作りを目指していた」作品であると位置付けた上で、スピードとエッジを利かせたロックンロールや感傷的なバラードなど、楽曲やサウンド共にファーストアルバムから劇的な飛躍はないと主張、また尾崎がファーストアルバムへの執着があった事とミュージシャンとしての成熟のスピードがアンバランスである事を指摘し否定的に評価した。また同書にて詩人の和合亮一は、情感の行方をはっきりと伝えている一方で、歌としての完成度の高まりや調和そのものを恐れている尾崎がいると指摘し、音楽的成功の裏側で自身が望む自由の本質を見失っているとして否定的に評価した。さらに同書にて映画評論家の北小路隆志は、前作までの対大人や対社会といったメッセージ性が減少し「ソングライターとしての成熟をめざす作りになっている」と述べた他、「アレンジ上の工夫についてもかなり意欲的になったように感じられる」として肯定的に評価した。
音楽誌『別冊宝島1009 音楽誌が書かないJポップ批評35 尾崎豊 FOREVER YOUNG』においてフリーライターの河田拓也は、前2作に存在した社会に対するストレートな主張や反抗の表現がほとんど見られないと述べ、内省的な思索や心象を綴った曲が収録されていると指摘、ライブツアーの合間を縫っての慌ただしいレコーディングのためにボーカルはややラフだが勢いがあるとサウンド面に関して肯定的に評価、また前作までの孤独を思わせる部分は後退し「街の息吹や時代の風俗のざわめきを、尾崎の作品中もっとも感じさせるものになっている」と評した他、「自他の保身やエゴといった心の動きに丁寧に向き合いながら、決して安易な厭世に居直ることのない姿勢、人の弱さや醜さに対する寛容と包容力への志向が、この時の尾崎には確かにあった」とメッセージ性や歌詞に関しても肯定的に評価した。音楽誌『別冊宝島2559 尾崎豊 Forget Me Not』において音楽評論家の遠藤利明は、本作には自身の進路に対する自問自答と街の情景描写が多くを占めており社会への反抗という表現は減少していると指摘し、バックバンドと共に編曲を行った事から「バンドやスタッフとの結束の高さがうかがえる」と述べた他、かすれ声の曲が過去作に増して収録されている事を指摘、「サウンドの方向性で本作は前2作の延長線上にあるものの、ただの繰り返しにはなっていない。尾崎が緊張感を持って自分と対峙することで、10代の総決算といえる内容を獲得した」と主張して肯定的に評価した。

## チャート成績
オリコンチャートでは、LPは最高位第5位の登場週数23回で売上枚数は16.0万枚、CTは最高位第6位の登場週数30回で売上枚数は6.7万枚で累計では22.7万枚、CDは最高位第7位の登場週数14回となり、売上枚数は1.0万枚となった。1991年に再発されたCDは最高位第7位の登場週数18回となり、売上枚数は20.1万枚となった。この売り上げ枚数は尾崎豊のアルバム売上ランキングにおいて第12位となっている。
尾崎の死去直後である1992年5月25日付のオリコンアルバムランキングでは第7位を獲得、同日のランキングでは第1位が『放熱への証』（1992年）、第4位が『回帰線』（1985年）、第5位が『十七歳の地図』（1983年）、第6位が『LAST TEENAGE APPEARANCE』（1987年）、第9位が『誕生』（1990年）と過去作が次々にランクインし、ベスト10内の6作を尾崎の作品が占める事となった。また、『街路樹』（1988年）は第14位となった。

## 収録曲
CDブックレットに記載されたクレジットを参照。
| #         | タイトル                              | 作詞・作曲 | 編曲                           | 備考                         | 時間  |
| --------- | ------------------------------------- | ---------- | ------------------------------ | ---------------------------- | ----- |
| 1.        | 「路上のルール」(RULES ON THE STREET) | 尾崎豊     | 西本明                         | コーラス・アレンジ：町支寛二 | 4:31  |
| 2.        | 「失くした1/2」(ALTERNATIVE)          | 尾崎豊     | 西本明                         |                              | 3:50  |
| 3.        | 「Forget-me-not」                     | 尾崎豊     | 西本明                         |                              | 5:14  |
| 4.        | 「彼」(GRIEF)                         | 尾崎豊     | Yutaka Ozaki & Heart Of Klaxon | コーラス・アレンジ：町支寛二 | 4:07  |
| 5.        | 「米軍キャンプ」(BASE CAMP)           | 尾崎豊     | 西本明                         |                              | 6:32  |
| 合計時間: | 合計時間:                             | 合計時間:  | 合計時間:                      | 合計時間:                    | 24:14 |

| #         | タイトル                                        | 作詞・作曲 | 編曲                           | 備考                                    | 時間  |
| --------- | ----------------------------------------------- | ---------- | ------------------------------ | --------------------------------------- | ----- |
| 6.        | 「Freeze Moon」                                 | 尾崎豊     | Yutaka Ozaki & Heart Of Klaxon | コーラス・アレンジ：町支寛二            | 6:17  |
| 7.        | 「Driving All Night」                           | 尾崎豊     | Yutaka Ozaki & Heart Of Klaxon | コーラス・アレンジ：町支寛二            | 5:26  |
| 8.        | 「ドーナツ・ショップ」(DONUTS SHOP)             | 尾崎豊     | Yutaka Ozaki & Heart Of Klaxon | ストリングス&コーラス・アレンジ：西本明 | 5:41  |
| 9.        | 「誰かのクラクション」(SOMEBODY BEEPS A KLAXON) | 尾崎豊     | 西本明                         |                                         | 6:20  |
| 合計時間: | 合計時間:                                       | 合計時間:  | 合計時間:                      | 合計時間:                               | 23:44 |

## スタッフ・クレジット

### 参加ミュージシャン
CDブックレットに記載されたクレジットを参照。
| 1. 「路上のルール」 - 滝本季延 – ドラムス - 本田達也 – ベース - 今剛 – ギター - 国分輝幸 – ピアノ - 西本明 – シンセサイザー 2. 「失くした1/2」 - 渡嘉敷祐一 – ドラムス - 美久月千晴 – ベース - 鳥山雄司 – ギター - 西本明 – キーボード - 町支寛二 – コーラス 3. 「Forget-me-not」 - 滝本季延 – ドラムス - 本田達也 – ベース - 鳥山雄司 – ギター - 西本明 – キーボード - 友田グループ – ストリングス 4. 「彼」 - 渡嘉敷祐一 – ドラムス - 田口政人 – ベース - 江口正祥 – ギター - 樫原伸彦 – ピアノ - 西本明 – シンセサイザー - 阿部剛 – サックス - 町支寛二 – コーラス 5. 「米軍キャンプ」 - 西本明 – キーボード、ドラムトラックス - 宮崎全弘 – シモンズ - 阿部剛 – サックス - 友田グループ – ストリングス | 1. 「Freeze Moon」 - 吉浦芳一 – ドラムス - 田口政人 – ベース - 江口正祥 – ギター - 鴇田靖 – ギター - 樫原伸彦 – ピアノ - 西本明 – シンセサイザー - 松原博 – シンセサイザー - 阿部剛 – サックス - Rove Bard – コーラス 2. 「Driving All Night」 - 吉浦芳一 – ドラムス - 田口政人 – ベース - 江口正祥 – エレクトリック・ギター - 時田喜裕 – エレクトリック・ギター、アコースティック・ギター - 松原博 – シンセサイザー - 西本明 – ピアノ、シンセサイザー - 阿部剛 – サックス - Rove Bard – コーラス 3. 「ドーナツ・ショップ」 - 吉浦芳一 – ドラムス - 田口政人 – ベース - 江口正祥 – エレクトリック・ギター - 時田喜裕 – アコースティック・ギター - 西本明 – キーボード - 阿部剛 – フルート - 友田グループ – ストリングス - 新倉芳美 – コーラス - 木戸泰弘 – コーラス - 比山清 – コーラス 4. 「誰かのクラクション」 - 滝本季延 – ドラムス - 本田達也 – ベース - 今剛 – ギター - 西本明 – キーボード - ダディ柴田 – サックス - 石垣三十郎 – トランペット - 池谷明広 – トロンボーン |

### スタッフ
CDブックレットに記載されたクレジットを参照。
- 須藤晃 – プロデューサー
- 助川健 – レコーディング・エンジニア、ミックス・エンジニア
- 田島照久 – デザイン、アート・ディレクション、写真撮影
- 渡邉茂実 – セカンド・エンジニア
- 大野邦彦 – セカンド・エンジニア
- 中村悦弘 – アシスタント・エンジニア
- 鈴木浩二 – アシスタント・エンジニア
- 田和一樹 – アシスタント・ディレクター
- 笠井鉄平 – マスタリング・エンジニア
- 浜野啓介 – ソニー・レコード・プロモーション・スタッフ

## チャート、認定
| チャート         | リリース年 | 最高順位 | 登場週数 | 売上数   | 規格 | 出典   |
| ---------------- | ---------- | -------- | -------- | -------- | ---- | ------ |
| 日本（オリコン） | 1985年     | 5位      | 23回     | 16.0万枚 | LP   | [ 2 ]  |
| 日本（オリコン） | 1985年     | 93位     | 2回      | 0.3万枚  | CD   | [ 48 ] |
| 日本（オリコン） | 1991年     | 7位      | 18回     | 20.1万枚 | CD   | [ 48 ] |

| 国/地域 | 認定組織         | 日付       | 認定     | 売上数   | 出典   |
| ------- | ---------------- | ---------- | -------- | -------- | ------ |
| 日本    | 日本レコード協会 | 1992年10月 | ゴールド | 200,000+ | [ 55 ] |
| 日本    | 日本レコード協会 | 1994年8月  | プラチナ | 400,000+ | [ 3 ]  |

## リリース日一覧
| No. | リリース日     | レーベル                       | 規格         | カタログ番号 | 備考                                             | 出典          |
| --- | -------------- | ------------------------------ | ------------ | ------------ | ------------------------------------------------ | ------------- |
| 1   | 1985年11月28日 | CBS・ソニー                    | LP           | 28AH-1950    |                                                  | [ 48 ] [ 56 ] |
| 2   | 1985年11月28日 | CBS・ソニー                    | CT           | 28KH-1651    |                                                  |               |
| 3   | 1985年12月8日  | CBS・ソニー                    | CD           | 32DH-291     |                                                  | [ 48 ]        |
| 4   | 1991年5月15日  | ソニー・ミュージックレコーズ   | CD           | SRCL-1912    |                                                  | [ 47 ] [ 57 ] |
| 5   | 1992年11月1日  | ソニー・ミュージックレコーズ   | MD           | SRYL-7056    |                                                  | [ 58 ]        |
| 6   | 1995年4月25日  | ソニー・ミュージックレコーズ   | CD           | SRCL-3206    | CD-BOX『TEENBEAT BOX』収録                       | [ 59 ]        |
| 7   | 2001年4月25日  | ソニー・ミュージックレコーズ   | CD           | SRCL-5078    | 紙ジャケット仕様（限定生産品）                   | [ 60 ] [ 61 ] |
| 8   | 2004年10月27日 | ソニー・ミュージックレコーズ   | SACD Hybrid  | SRCL-10013   | CD-BOX『TEENBEAT BOX 13th MEMORIAL VERSION』収録 | [ 62 ] [ 63 ] |
| 9   | 2007年4月25日  | ソニー・ミュージックレコーズ   | CD           | SRCL-6533    | CD-BOX『71/71』収録                              | [ 64 ] [ 65 ] |
| 10  | 2009年4月22日  | ソニー・ミュージックレコーズ   | BSCD         | SRCL-20003   | 24ビット・デジタル・リマスタリング（限定生産品） | [ 66 ] [ 67 ] |
| 11  | 2010年4月1日   | ソニー・ミュージックレーベルズ | AAC-LC       | -            | デジタル・ダウンロード                           | [ 68 ]        |
| 12  | 2010年4月1日   | ソニー・ミュージックレーベルズ | ロスレスFLAC | -            | デジタル・ダウンロード                           | [ 69 ]        |
| 13  | 2013年9月11日  | ソニー・ミュージックレコーズ   | BSCD2        | SRCL-30003   | 24ビット・デジタル・リマスタリング               | [ 70 ] [ 71 ] |
| 14  | 2015年11月25日 | ソニー・ミュージックレコーズ   | LP           | SRJL-1102    | LP-BOX『RECORDS : YUTAKA OZAKI』収録             | [ 72 ]        |
| 15  | 2015年11月25日 | ソニー・ミュージックレーベルズ | ハイレゾFLAC | -            | デジタル・ダウンロード                           | [ 73 ]        |